# الجسد الأثيري

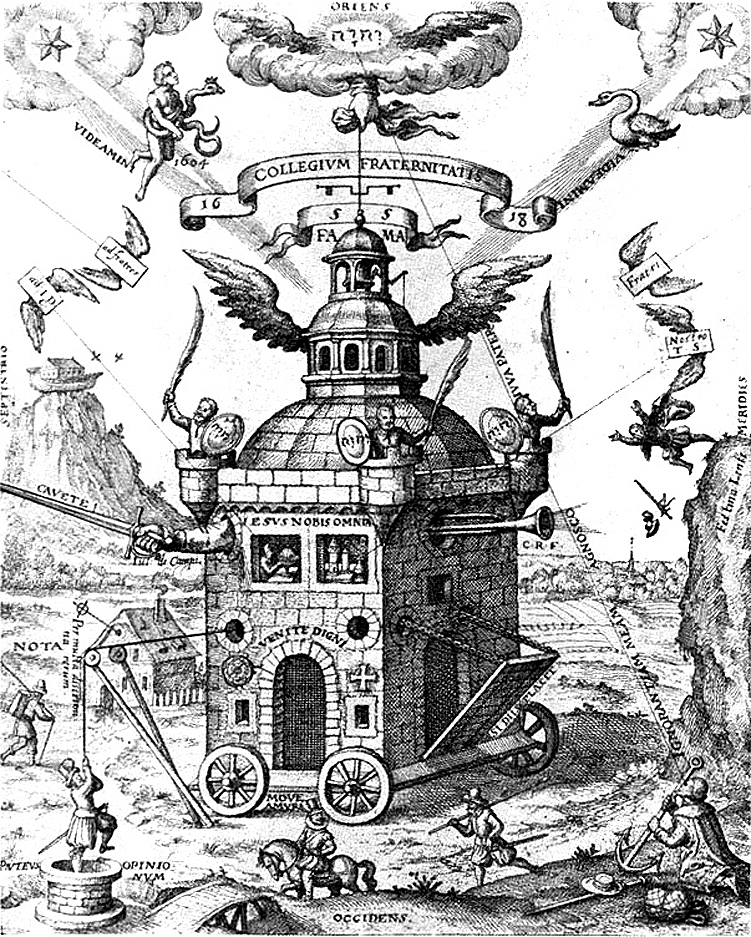

طبقة الجسد الأثيري الجسد الأثيري هي إحدى طبقات الهالة النورانية السبعة، تلك الطبقة التي تبلغ نصف بوصة محيطة من الجسد المادي للإنسان، وهي النسيج الغشائي والقالب الخارجي لأجهزة الجسم، فهي مرآة نشيطة للجسد المادي وهي النمط الذي يستند عليه، تلك الطبقة الزرقاوية مرتبطة ارتباط كلي بالصحة الجسدية وشقرا الجذر والغدد الكظرية.
والغدد الكظرية هي عبارة عن عضوين صغيرين مثلثي الشكل وبحجم اصبع الإبهام يقعان فوق كلا الكليتين، وهي من الغدد الصماء حيث أنها تقوم بافراز الهرمونات؛ هذه الهرمونات التي تقوم بالسيطرة على ضغط الدم، ومستويات المواد الكيميائية بالدم، واستخدام الجسم للمياه، واستخدام الجلوكوز، وردود الأفعال أثناء اوقات الضغط والإجهاد “ردة فعل الشجار والفرار”؛ هذه الهرمونات التي تفرز من الغدة الكظرية تتضمن “كورتيزول، ألدوستيرون، ادرينالين – ابينيفرين ونورابينيفرين – وجزءا صغيراً من الهرمونات الجنسية ( استروجين واندروجين).
ففي حالة تلف أو اضطراب تلك الطبقة الأثيرية لا يمكن للهالة النورانية “الآورا” مد وملئ الجسد المادي بالطاقة الحيوية.